# Rue de Saint-Pétersbourg
La rue de Saint-Pétersbourg est une des rues du quartier de l'Europe à Paris dans le 8e arrondissement de Paris. 

## Situation et accès
Elle relie la place de l'Europe à la place de Clichy.
Le quartier est desservi par la ligne 13 à la station Liège.

## Origine du nom
Sa dénomination a été modifiée à plusieurs reprises pour suivre celle de la ville de Russie en référence de qui elle a été nommée : elle s'est ainsi appelée « rue de Saint-Pétersbourg » (1828-1914), puis « rue de Pétrograd » (1914-1945), puis « rue de Léningrad » (1945-1991), avant de retrouver son nom d'origine en 1991.

## Historique
La rue a été autorisée par ordonnance royale du 2 février 1826 et aussitôt ouverte sur les terrains appartenant à Jonas-Philip Hagerman et Sylvain Mignon, dans le cadre de la création du quartier de l'Europe.

## Bâtiments remarquables et lieux de mémoire
- No 1 : les anciennes messageries de la gare Saint-Lazare, bâtiment appartenant à la Société nationale des chemins de fer français (SNCF) et abritant quelques-uns de ses services ; il occupe une partie de l'emplacement du premier embarcadère de l'Ouest, construit en 1837[1].

École de culture physique et de boxe, l'Académie Émile Maitrot.
- No 3 : bureau de poste de la gare Saint-Lazare, construit par Léon Azéma en 1939[3].
- No 4 : le peintre Édouard Manet y a habité de 1872 à 1878. Une plaque commémorative lui rend un hommage. L'architecte Alfred Coulomb (1838-1929) y est décédé[4]

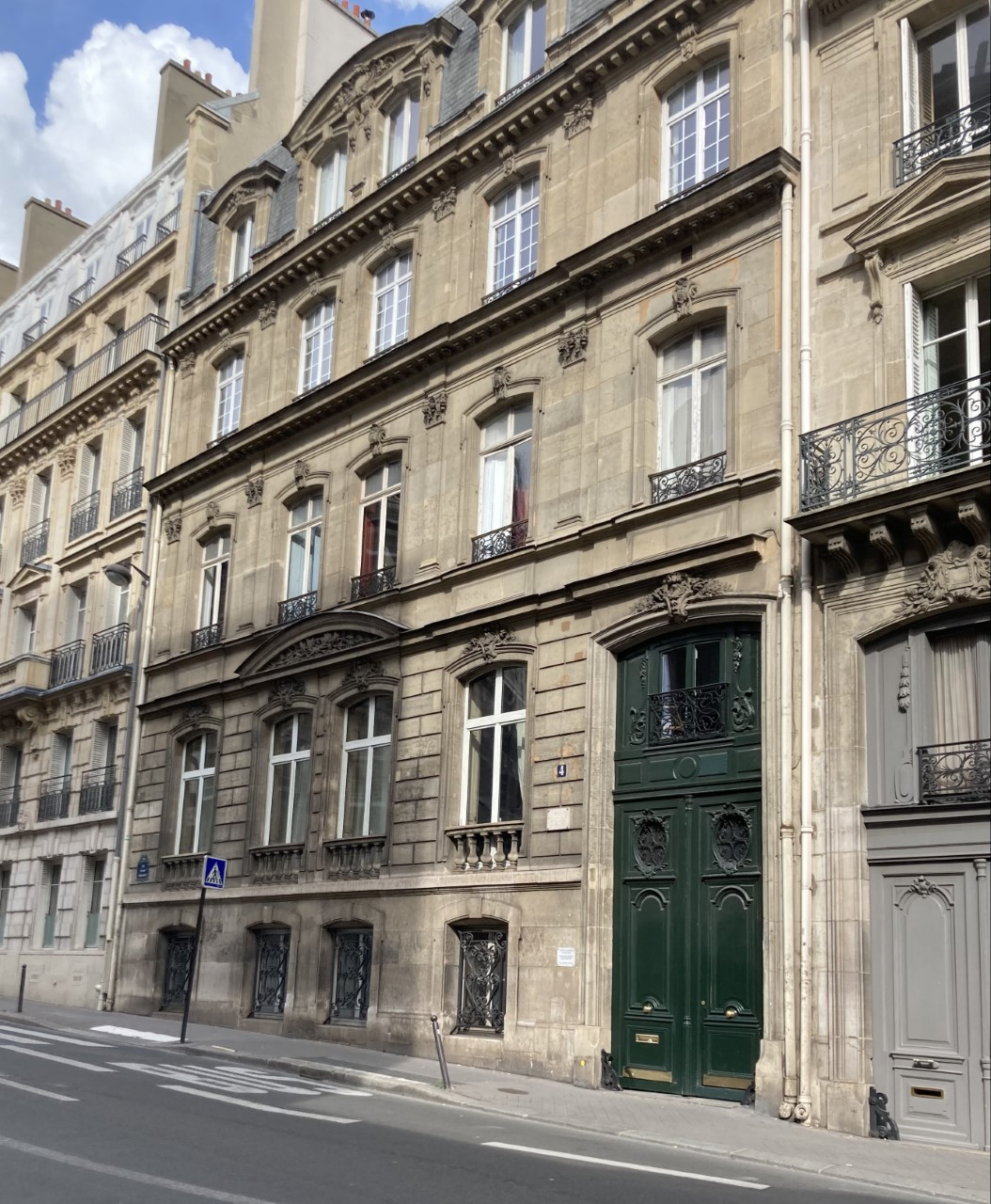
No 4, rue de Saint-Pétersbourg.

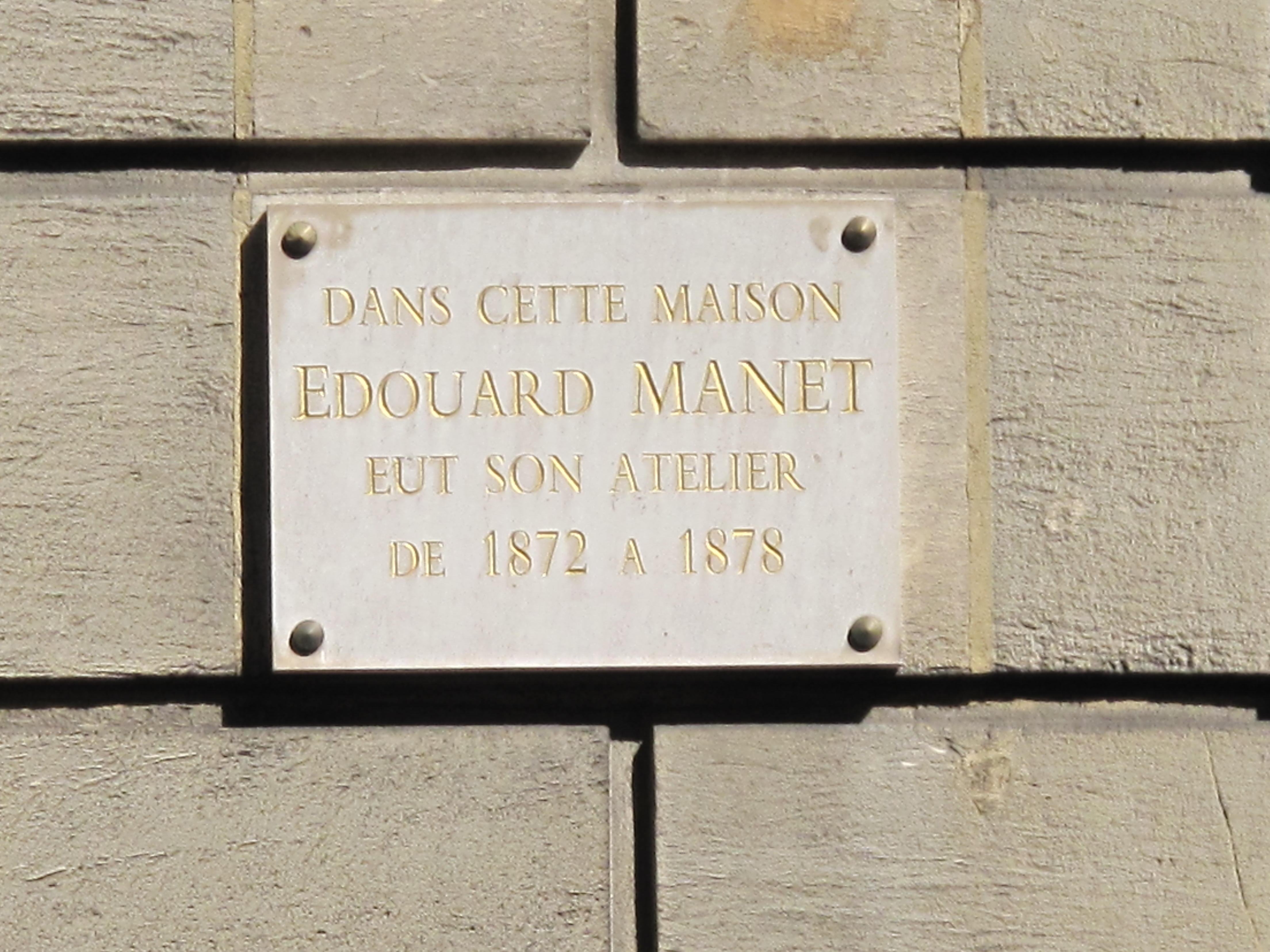
Plaque.

- No 8 : Reine Ferrier (1892-1952) ainsi que Ferdinand Moncorgé (1888-1939), sœur et frère de l'acteur Jean Gabin, y ont demeuré en 1916.
- No 22 : maison Bylaart, opticien, créée en 1922, encore en activité.
- No 23 : Alexandre Millerand, alors ministre du Commerce, de l'Industrie et des Postes et Télégraphes, y a demeuré en 1900.
- No 24 bis : chapelle de la maison généralice des Oblats de Marie-Immaculée (OMI) (voir no 26), dont la construction, entreprise en 1876, fut interrompue jusqu'en 1899. L'inauguration et la bénédiction eurent lieu le 12 août 1900. Elle fut fermée le 23 juin 1903, après l'expulsion des congrégations. Rachetée par l'archevêché de Paris, elle fut rendue au culte le 19 octobre 1907, comme chapelle de secours de l'église Saint-Louis-d'Antin, sous le vocable de « Saint-André-d'Antin ». Elle est, depuis le 6 mars 1967, l'église paroissiale Saint-André-de-l'Europe.

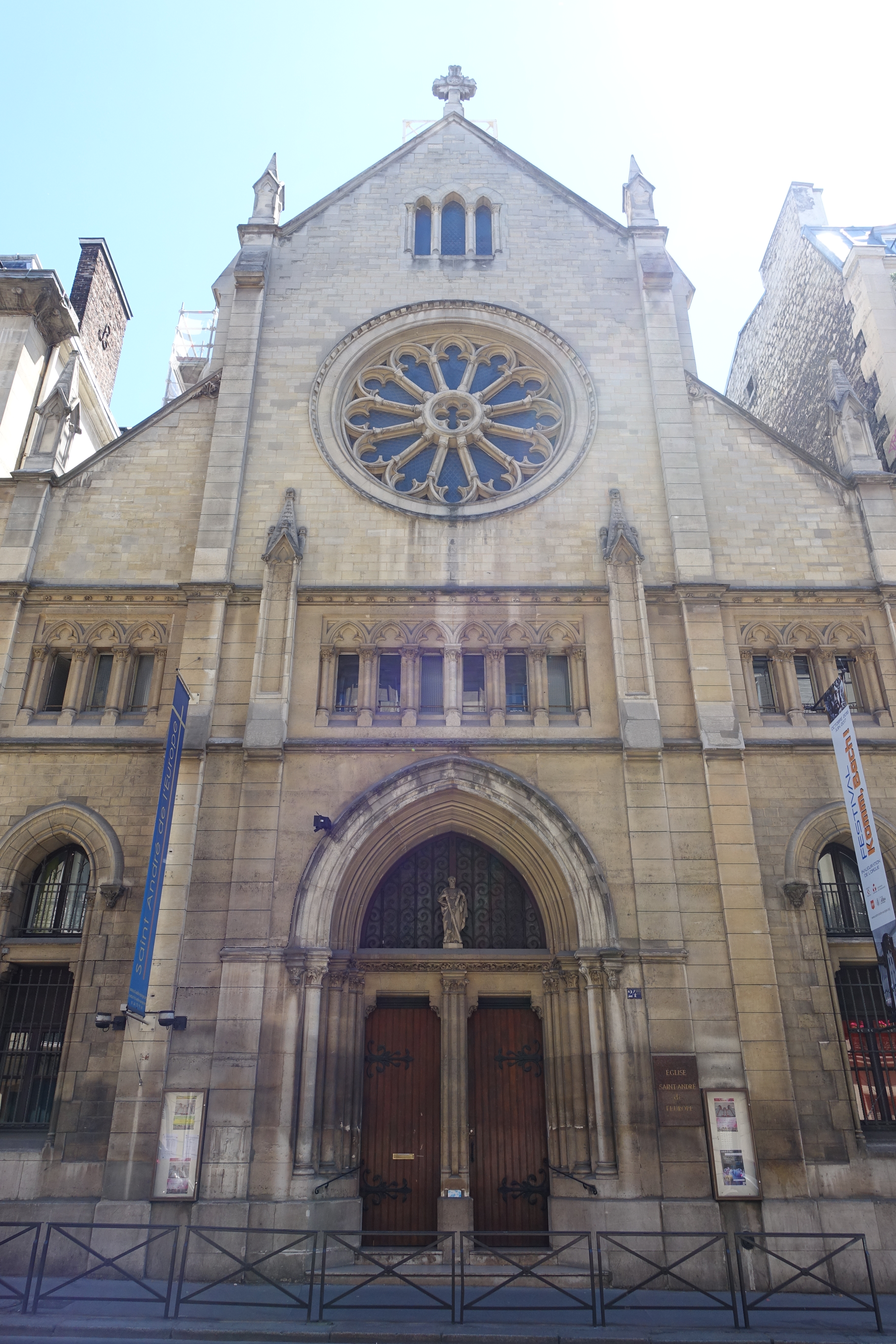
Église au no 24 bis.

- Nos 26-26 bis : ancien couvent des Oblats de Marie-Immaculée (OMI), arrivés en région parisienne en 1859 et primitivement établis dans une maison du quartier des Batignolles, rue Darcet (alors rue du Boulevard), avant de s'établir à cet endroit. Après leur départ en 1903, le bâtiment devint, en 1907, l'Hôtel Canadien et Colonial tandis que la petite chapelle (première chapelle de la maison généralice, consacrée le 16 novembre 1861 sous le vocable « chapelle de l'Immaculée Conception de la Sainte Vierge[5] » devenait Salle canadienne[1]. Jusqu'en 2012, il a abrité l’Institut national de la propriété industrielle (INPI), avant d'être racheté par la mairie de Paris (Elogie-Siemp) pour le transformer à compter de 2020 en logements sociaux et locaux d'activités. Une salle d'escalade est aménagée dans l'ancienne chapelle[6].
- No 28 : Lina Pacary, chanteuse de l'Opéra de Paris, y a demeuré en 1910[1].